# Boltzmannova konstanta
Boltzmannova konstánta [bólcmanova ~] (označba {\displaystyle k_{\rm {B}}\!\,} ali {\displaystyle k\!\,}) je ena osnovnih fizikalnih konstant, ki povezuje absolutno temperaturo plina s kinetično energijo delcev v plinu. Imenovana je po avstrijskem fiziku Ludwigu Wedwardu Boltzmannu, ki je konec 19. stoletja postavil temelje statistične mehanike, kjer igra ta konstanta pomembno vlogo. Pojavlja se v definiciji kelvina in plinske konstante, Planckovem in Stefan-Boltzmannovem zakonu sevanja črnega telesa, ter Boltzmanovi entropijski formuli.  Njeno vrednost so do leta 2019 določevali eksperimentalno. Kot del redefinicije osnovnih enot SI leta 2019 je ena od sedmih »definicijskih konstant«, in so jo definirali točno. Te konstante se rabijo v različnih kombinacijah za definicijo sedmih osnovnih enot mednarodnega sistema enot. Boltzmannova konstanta ima razsežnost energije deljene s temperaturo ({\displaystyle M\cdot L^{2}\cdot T^{-3}}: J · K-1
) – enako kot entropija. Določena je točno z vrednostjo:
{\displaystyle k_{\rm {B}}=1,380\ 649\cdot 10^{-23}\,{\text{J}}\cdot {\text{K}}^{-1}\!\,.}
Pred tem je bila priporočena vrednost:
{\displaystyle k_{\rm {B}}=1,380\ 649\ 03(51)\cdot 10^{-23}\,{\text{J}}\cdot {\text{K}}^{-1}\!\,.}
Številke v oklepaju se pomenile statistično odstopanje (standardni odklon) na zadnjih dveh izmerjenih mestih. 

## Most med fiziko makroskopskega in mikroskopskega sveta
Boltzmannova konstanta {\displaystyle k_{\rm {B}}} predstavlja most med fiziko makroskopskega in mikroskopskega sveta. Po splošni plinski enačbi za idealni plin je produkt tlaka p in prostornine V sorazmeren s produktom množine snovi n (izražene v molih) in absolutne temperature T:
{\displaystyle pV=nRT\!\,,}
kjer je R splošna plinska konstanta. R je pripravnejša količina, kadar se računa v molih, in je enaka kar Boltzmannovi konstanti, pomnoženi z Avogadrovim številom:
{\displaystyle R=k_{\rm {B}}N_{A}\!\,.}
Splošna plinska enačba, zapisana z Boltzmannovo konstanto, predstavlja enačbo o mikroskopskih značilnostih molekul:
{\displaystyle pV=Nk_{\rm {B}}T\!\,,}
kjer je N število molekul plina.

## Pomen pri enakomerni razdelitvi energije
V termodinamskem sistemu pri absolutni temperaturi T definira Boltzmannova konstanta energijo E = kB T, ki podaja velikostni red termične energije posameznega mikroskopskega delca v sistemu. Delci imajo prostostne stopnje, ki je po ekviparticijskem izreku reda {\displaystyle k_{\rm {B}}T/2}. Posamičen atom klasičnega idealnega plina ima denimo povprečno kinetično energijo 1,5 kB T. Pri temperaturi 300 K, kar približno ustreza sobni temperaturi, je vrednost kB T enaka 4,14 · 10-21 J oziroma 25,9 meV.

### Uporaba v preprosti termodinamiki plinov
V klasični statistični mehaniki to velja za homogene idealne pline. Enoatomni plini imajo tri prostostne stopnje na atom, kar odgovarja trem smerem v prostoru, oziroma termični energiji 1,5 kB T. Kakor je prikazano v članku o specifični toploti, to dovolj dobro odgovarja izmerjenim vrednostim. S termično energijo se lahko izračuna srednjo kvadratično sredino hitrosti atomov, ki je obratno sorazmerna s kvadratnim korenom relativne atomske mase. Kvadratične hitrosti pri sobni temperaturi so v razponu od 1370 m/s za helij do 240 m/s za ksenon.
V kinetični teoriji plinov je povprečni tlak p idealnega plina enak:
{\displaystyle p={\frac {1}{3}}{\frac {N}{V}}m{\overline {v^{2}}}\!\,.}
Če je povprečna kinetična energija pri translaciji:
{\displaystyle {\frac {1}{2}}m{\overline {v^{2}}}={\frac {3}{2}}k_{\rm {B}}T\!\,,}
je tlak:
{\displaystyle p={\frac {N}{V}}k_{\rm {B}}T\!\,,}
kar je spet splošna plinska enačba. Splošna plinska enačba velja enako dobro tudi za molekularne pline, vendar je enačba za specifično toploto bolj zapletena, ker imajo molekule poleg treh prostostnih stopenj še nove notranje prostostne stopnje. Dvoatomni plini imajo v celoti približno pet prostostnih stopenj.

## Pomen pri Boltzmannovih faktorjih
V splošnem lahko sistemi v ravnovesju z notranjo energijo pri temperaturi T zavzamejo stanja z energijo E, ki odgovarja pripadajočemu Boltzmannovemu faktorju:
{\displaystyle p\propto e^{-\beta E}=e^{-E/(k_{\rm {B}}T)}\!\,,}
kjer je {\displaystyle \beta =1/(k_{\rm {B}}T)} inverzna temperatura.
Spet je pomembna količina {\displaystyle k_{\rm {B}}T}. Ena od posledic tega dejstva je poleg omenjenih posledic za idealne pline na primer tudi Arrheniusova enačba preproste kemijske kinetike.

## Pomen pri definiciji entropije
V statistični mehaniki je entropija S toplotno izoliranega sistema v termodinamičnem ravnovesju določena z naravnim logaritmom Ω, pri čemer je Ω število mikroskopskih stanj, ki ustrezajo makroskopskemu stanju sistema, določenem z makroskopskimi omejitvami (npr. skupno energijo W):
{\displaystyle S=k_{\rm {B}}\,\ln \Omega \!\,.}
Sorazmernostni faktor je Boltzmannova konstanta kB. Ta enačba, ki povezuje mikroskopsko (Ω) z makroskopskim stanjem snovi (določeno z entropijo S), predstavlja osrednjo zamisel statistične mehanike.
Entropija statistične mehanike mora biti enaka klasični Clausiusovi termodinamični entropiji:
{\displaystyle \Delta S=\int {\frac {\mathrm {d} Q}{T}}\!\,.}
Entropijo se lahko zapiše tudi z mikroskopskimi izrazi kot:
{\displaystyle {S^{\,'}=\ln \Omega }\;;\;\;\;\Delta S^{\,'}=\int {\frac {\mathrm {d} Q}{k_{\rm {B}}T}}\!\,.}
To je naravnejša oblika in takšna entropija točno odgovarja Shannonovi informacijski entropiji.

## Pomen v fiziki polprevodnikov: termična napetost
V fiziki polprevodnikov sta električni tok in elektrostatični potencial skozi prehod p-n odvisna od značilne napetosti, ki se imenuje termična napetost UT. Termična napetost je odvisna od absolutne temperature po enačbi:
{\displaystyle U_{T}={\frac {k_{\rm {B}}T}{q}}\!\,,}
kjer je q vrednost električnega naboja elektrona (glej osnovni naboj) z vrednostjo 1,602 176 487 ×10−19 C. Če uporabimo enoto elektronvolt, lahko Boltzmannovo konstanto izrazimo kot 8,617 343(15)×10−5 eV/K, s katero se lahko preprosto izračuna, da je pri sobni temperaturi (T ≈ 300 K), vrednost termične napetosti približno enaka 25,85 millivoltov ≈ 26 mV.

## Boltzmannova konstanta v Planckovih enotah
V Planckovem sistemu naravnih enot je Boltzmannova konstanta brezrazsežna količina enaka 1. Povprečna kinetična energija plinske molekule na prostostno stopnjo je tako enaka:
{\displaystyle {E={\frac {1}{2}}T}\!\,.}
Tudi definicija termodinamične entropije na ta način sovpada z definicijo informacijske entropije:
{\displaystyle S=-\sum p_{i}\ln p_{i}\!\,.}
Izbrana vrednost za enoto Planckove temperature odgovarja energiji Planckove mase - 1,41679×1032 K.

## Iz zgodovine
Čeprav je Boltzmann povezal entropijo in verjetnost leta 1877, enačbe verjetno niso izrazili z določeno konstanto vse dokler Boltzmannove konstante ni uvedel Planck decembra 1900 prek svojega zakona o sevanju črnega telesa in tudi podal njeno točno vrednost {\displaystyle k_{\rm {B}}=1,346\cdot 10^{-23}\,{\text{J}}\cdot {\text{K}}^{-1}\!\,}, kar je 2,5 % manj od sedanje določene vrednosti konstante.  Planck je leta 1918 na predavanju ob podelitvi Nobelove nagrade za fiziko zapisal: »Ta konstanta se običajno imenuje Boltzmannova, čeprav je, kolikor je meni znano, Boltzmann ni nikoli uvedel. Čuden splet okoliščin, ki ga lahko pojasnimo z dejstvom, da Boltzmann, kot je razvidno iz njegovih občasnih govorov, nikoli ni razmišljal o možnosti točne meritve konstante. Nič ne more bolje prikazati pozitivne in vročične hitrosti napredka, ki jo je naredila umetnost eksperimentatorjev zadnjih dvajset let, kot dejstvo, da so od tistega časa, odkrili ne le eno, temveč veliko število metod za merjenje mase molekule s praktično enako točnostjo kot za planet.«
Pred letom 1900 enačb, ki so vsebovale Boltzmannove faktorje, niso zapisovali z energijami na molekulo in Boltzmannovo konstanto, in so namesto tega uporabljali splošno plinsko konstanto R ter makroskopske energije za makroskopske količine snovi, kar je še vedno v splošnem praksa v kemiji.